# Malpertuis (film)
Pour plus de détails, voir Fiche technique et Distribution.
Malpertuis est un long métrage de Harry Kümel d'après Malpertuis de Jean Ray, sorti en 1971.

## Synopsis
Le jeune marin Yann revient de mer à Gand. Il est suivi par des hommes mystérieux, et suit une femme dans une taverne. Yann se réveille dans son lit à Malpertuis, la demeure familiale. Son oncle Cassave se meurt, et appelle toute la famille et tous ses familiers autour de lui pour leur faire part de ses dernières volontés. Il charge Yann de poursuivre son œuvre, précisant que sa cousine Euryale est liée à lui. Après la mort de Cassave, des phénomènes étranges vont se manifester : Mathias Crook est assassiné cloué au mur, des lutins malfaisants apparaissent, tout se charge de folie. 
Malpertuis va lentement présenter sa face cachée, celle de l'asile secret des derniers dieux grecs, condamnés par une sorte de magie noire à errer sous des défroques humaines et à partager les peurs et les élans des mortels, tout en gardant un vague souvenir de leur condition antérieure.

## Fiche technique
- Réalisation : Harry Kümel
- Scénario : Jean Ferry, d'après le roman Malpertuis de Jean Ray
- Photographie : Gerry Fisher
- Cadreur:B.Ford Assistant Camera: Peter Anger - Jetty Faes
- Musique originale : Georges Delerue
- Montage : Richard Marden - Insatisfait, le réalisateur Harry Kümel a procédé à un deuxième montage en 1973
- Production : Paul Laffargue et Pierre Levie
- Format : couleur - 35 mm
- Langue : néerlandais
- Durée : 110 minutes - 119 minutes
- Dates de sortie :   
  - Belgique : 1971
  - France : 
    - 10 mai 1972 (Festival de Cannes)
    - 2 juin 1972 (sortie nationale)
- Affiche : Jouineau Bourduge (France)

## Rôles
L'actrice Susan Hampshire joue simultanément trois personnages centraux de l'histoire : la sœur de Gransire, Nancy, la fille adoptive du couple, Euryale, ainsi que la plus jeune Dame Cormélon, Alice. Elle apparait également furtivement dans la conclusion du film, lors de la scène de l'hôpital.

## Distribution
- Orson Welles (VF : Jean Martinelli) : Cassave
- Susan Hampshire (VF : Béatrice Delfe ; Monique Thierry) : Nancy / Euryale / Alice / Infirmière / Charlotte
- Michel Bouquet : Dideloo
- Mathieu Carrière : Yann
- Jean-Pierre Cassel : Lampernisse
- Daniel Pilon : Mathias Crook
- Sylvie Vartan : Bets / Infirmière
- Walter Rilla (VF : Jacques Berthier) : Eisengott
- Dora van der Groen : Sylvie Dideloo
- Charles Janssens (VF : Fred Pasquali) : Philarète
- Jet Naessens : Eleonora
- Cara Van Wersch : Rosalie
- Jenny Van Santvoort : Elodie
- Fanny Winkler (VF : Marie Francey) : Mother Griboin
- Robert Lussac : Griboin (comme Bob Storm)
- Edouard Ravais : Doucedame
- Gella Allaert : Gerda
- Hugo Dellas : Hans
- Cyriel Van Gent : Gros homme
- Johnny Hallyday : Marin[1] (non crédité)

## Distinctions
- Sélection officielle en compétition au festival de Cannes 1972.
- Médaille CEC pour le réalisateur au Festival Catalan de Sitges en 1973.